# Göttschied

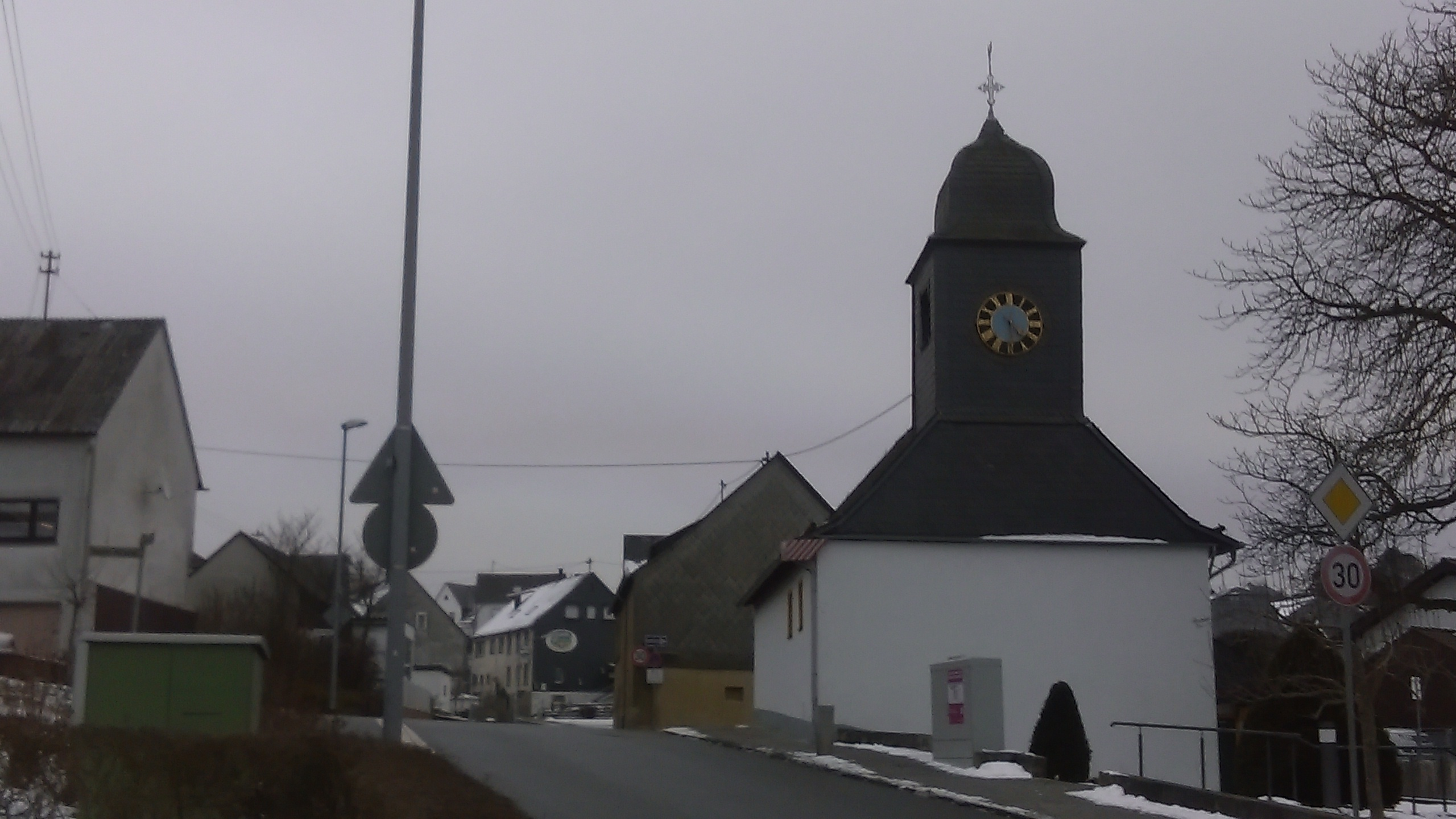
Ev. Abteikirche Göttschied

Göttschied ist ein Stadtteil der Stadt Idar-Oberstein im Landkreis Birkenfeld in Rheinland-Pfalz.

## Geographie
Der Ortsteil liegt östlich des Stadtteils Idar und gehört als drittgrößter Stadtteil mittlerweile zum neuen Kernstadtbereich.

## Geschichte
Der Ort wurde 960 als Jascheit oder Getschied ein Vorort der Abtei Mettlach gegründet.
Bis zur Eingemeindung des Dorfes in die Stadt Idar-Oberstein war Göttschied eine unabhängige Gemeinde, die zuletzt der Verbandsgemeinde Herrstein angehört hat.
Im Rahmen der rheinland-pfälzischen Funktional- und Gebietsreform wurde Göttschied zusammen mit drei weiteren Gemeinden am 7. Juni 1969 in die Stadt Idar-Oberstein eingemeindet.

## Bauwerke
Die Evangelische Abteikirche Göttschied ist ein denkmalgeschützter Saalbau mit Dachreiter mit Ursprüngen aus dem Jahr 1620.

## Wirtschaft und Infrastruktur

### Gewerbe
Im Ort gibt es drei Gaststätten, eine Holzofenbäckerei sowie eine Sparkasse. Über die Flugplatzstraße ist Göttschied mit dem Gewerbegebiet „Vollmersbachtal“ verbunden.

### Öffentliche Einrichtungen
- In der Dr.-Ottmar-Kohler-Straße liegt das Klinikum Idar-Oberstein, das größte Krankenhaus im Landkreis.
- Die Einrichtungen der Lebenshilfe Obere Nahe und der Peter-Caesar-Förderschule prägen das Ortsbild.
- Seniorenwohnheim des saarländischen Schwesternverbands
- An der K 37 liegt der Sportflugplatz Göttschied sowie das Sportgelände „Auf der Krumm“ des Fußballvereins.
- Mehrzweckhalle Göttschied

### Bildung
- Grundschule Göttschied
- Peter Caesar Förderschule
- Kindertagesstätte Göttschied

### Verkehr
Die  Verkehrsgesellschaft Idar-Oberstein fährt im 30-Minuten-Rhythmus den Stadtteil Göttschied vom zentralen Busbahnhof aus an.

## Regelmäßige Veranstaltungen
- Kappensitzung (öffentliche Karnevalssitzung des Gesangvereins)
- Kinderfastnacht in der Mehrzweckhalle
- Hexennachtfest zum 1. Mai
- Brühsches Fest (Dorffest der Heimat- und Wanderfreunde)
- Flugplatzfest
- Tag des Sportvereins
- Weihnachtsmarkt (Heimat- und Wanderfreunde)